# Star Driver: Kagayaki no Takuto
Star Driver: Kagayaki no Takuto (STAR DRIVER 輝きのタクト?, Sutā Doraibā kagayaki no takuto) è un anime giapponese creato dallo studio Bones. La serie è diretta da Takuya Igarashi, con il character design di Yoshiyuki Ito e Hiroka e Misa Mizuya. L'anime è stato trasmesso per la prima volta il 3 ottobre 2010 sull'emittente tv giapponese MBS-TBS alle ore 17:00.

## Trama
Star Driver è ambientato su delle isole immaginarie chiamate Southern Cross Isle. Una notte, un ragazzo di nome Takuto viene ritrovato senza coscienza da Wako e da Sugata. Takuto si sveglierà nella casa di Sugata, dove attende assieme a Wako.
Da un colloquio con i due si verrà a sapere che si è trasferito dal continente per frequentare il liceo dell'isola, chiamato Southern Cross High School.
Iscritto nella scuola farà nuove conoscenze ed amicizie, la scuola è frequentata da alcuni individui, che fanno parte di un gruppo chiamato Ordine della Croce Scintillante (Glittering Crux - 绮罗星十字 Kiraboshi Juujidan) che mira ad avere il potere controllando i Cybodies, dei robot giganti che possono essere controllati solamente in uno spazio alternativo, chiamato Tempo Zero. Per farlo devono rompere 4 sigilli, mantenuti attivi da 4 sacerdotesse dell'isola. Mentre la Croce Scintillante porta Wako (sacerdotessa del sud dell'isola) nel tempo zero per rompere il suo sigillo, Takuto si ritroverà nello stesso spazio alternativo, dove userà il suo sigillo ed il suo potere per chiamare il suo Cybody " Tauburn " salvando Wako. Da lì in poi ci saranno un susseguirsi di avventure e scene sempre più travolgenti.

## Sigle
Sigla iniziale
- "GRAVITY Ø", interpretata da Aqua Timez
- "Shining Star", interpretata da 9nine

Sigla finale
- "Cross Over", interpretata da 9nine
- "Pride", interpretata dalle SCANDAL

## Episodi
| Nº | Giapponese 「Kanji」 - Rōmaji                                | In onda          | In onda |
| Nº | Giapponese 「Kanji」 - Rōmaji                                | Giapponese       |         |
| 1  | 「銀河美少年」 - Ginga bishōnen                              | 3 ottobre 2010   |         |
| 2  | 「綺羅星十字団の挑戦」 - Kiraboshi Jūjidan no chōsen         | 10 ottobre 2010  |         |
| 3  | 「おとな銀行」 - Otona ginkō                                 | 17 ottobre 2010  |         |
| 4  | 「ワコの歌声」 - Wako no utagoe                              | 24 ottobre 2010  |         |
| 5  | 「マンドラゴラの花言葉」 - Mandoragora no hanakotoba         | 31 ottobre 2010  |         |
| 6  | 「王の柱」 - Ou no hashira                                   | 7 novembre 2010  |         |
| 7  | 「遠い世界」 - Tooi sekai                                    | 14 novembre 2010 |         |
| 8  | 「いつだって流星のように」 - Itsudatte ryūsei no yōni        | 21 novembre 2010 |         |
| 9  | 「そんなミズノの初恋」 - Sonna mizuno no hatsukoi            | 28 novembre 2010 |         |
| 10 | 「そしてマリナの初恋」 - Soshite Marina no hatsukoi          | 5 dicembre 2010  |         |
| 11 | 「サイバディの私的活用術」 - Saibadi no shiteki katsuyōjutsu | 12 dicembre 2010 |         |
| 12 | 「ガラス越しのキス」 - garasu koshi no kisu                  | 19 dicembre 2010 |         |
| 13 | 「恋する紅い剣」 - koisuru akai ken                          | 26 dicembre 2010 |         |
| 14 | 「アインゴットの眼」 - Aingotto no me                        | 9 gennaio 2011   |         |
| 15 | 「封印の巫女」 - Fūin no miko                                | 16 gennaio 2011  |         |
| 16 | 「タクトのシルシ」 - Takuto no shirushi                      | 23 gennaio 2011  |         |
| 17 | 「バニシングエージ」 - Banishingu e-ji                       | 30 gennaio 2011  |         |
| 18 | 「ケイトの朝と夜」 - Keito no asa to yoru                    | 6 febbraio 2011  |         |
| 19 | 「三人の日曜日」 - Sannin no nichiyōbi                       | 13 febbraio 2011 |         |
| 20 | 「描かれたあの日の虹」 - Egakareta ano hi no niji            | 20 febbraio 2011 |         |
| 21 | 「リビドーなお年頃」 - Ribido-na otoshigoro                  | 27 febbraio 2011 |         |
| 22 | 「神話前夜」 - Shinwa zen'ya                                 | 6 marzo 2011     |         |
| 23 | 「エンペラー」 - Enpera-                                     | 20 marzo 2011    |         |
| 24 | 「ひが日死の巫女」 - Higanishi no miko                       | 27 marzo 2011    |         |
| 25 | 「僕たちのアプリボワゼ」 - boku-tachi no apuribowaze         | 3 aprile 2011    |         |